# Береговые укрепления

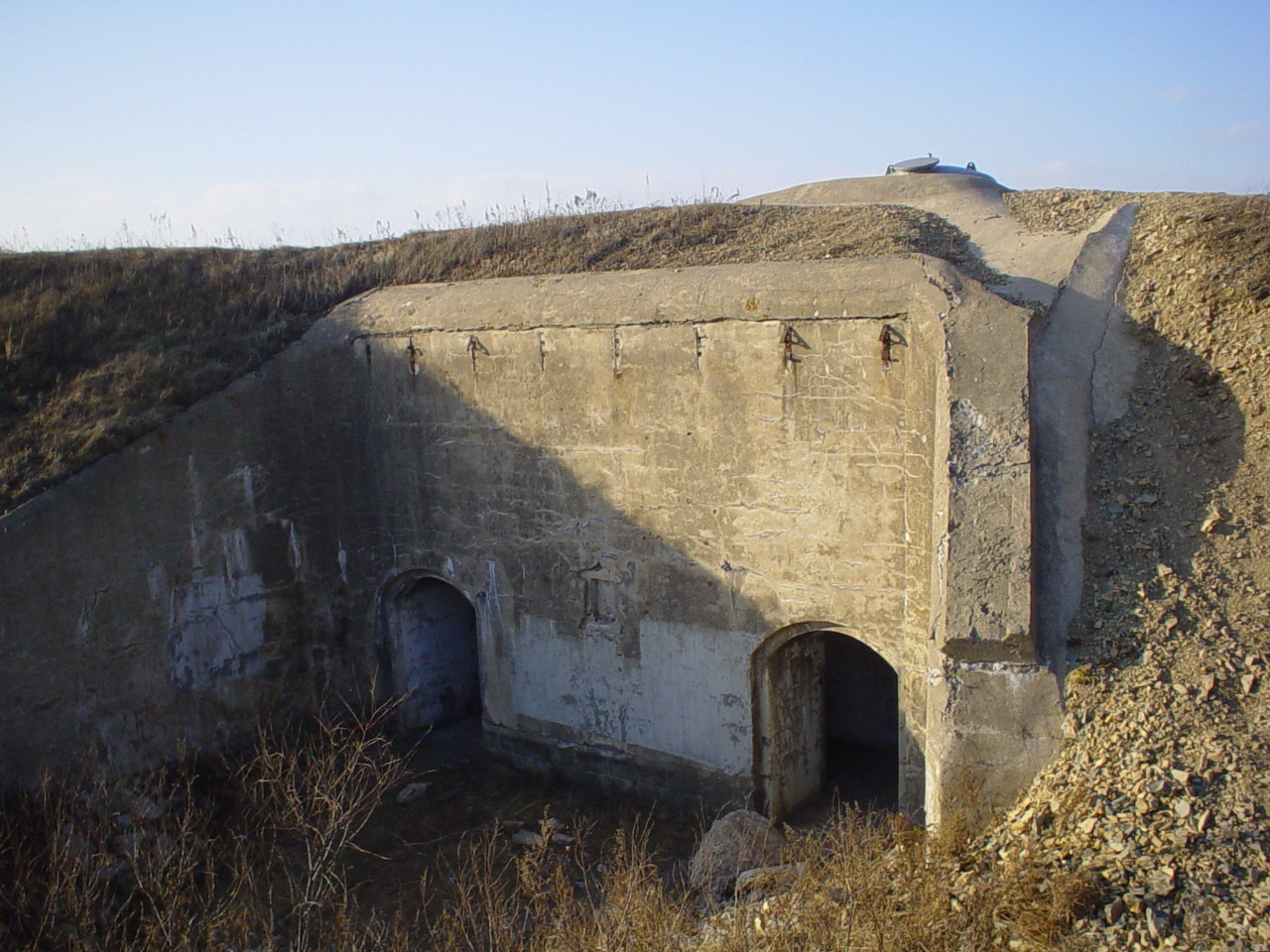
Форт № 7, Владивостокская крепость.

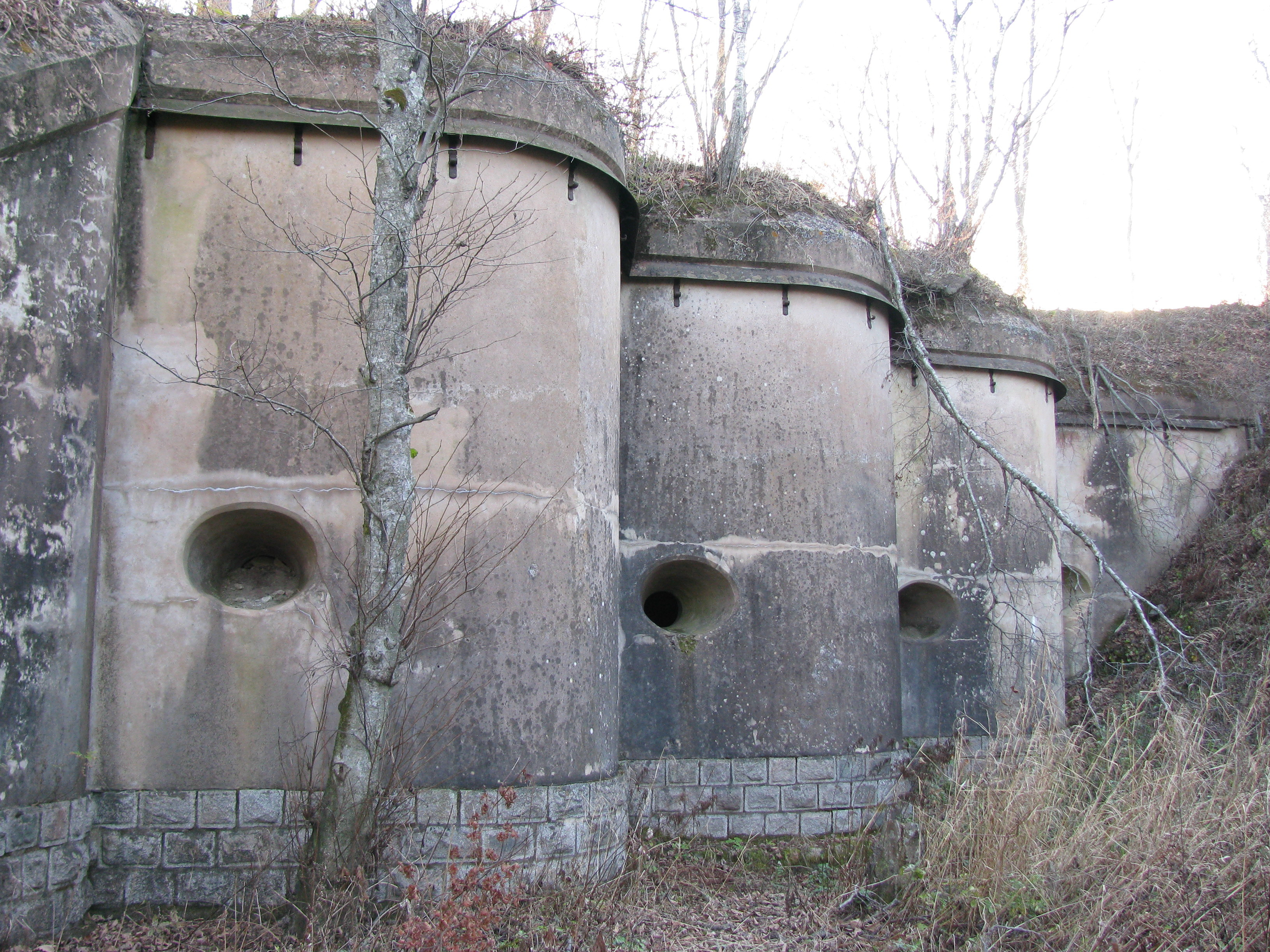
«Форт № 12», Владивостокская крепость.

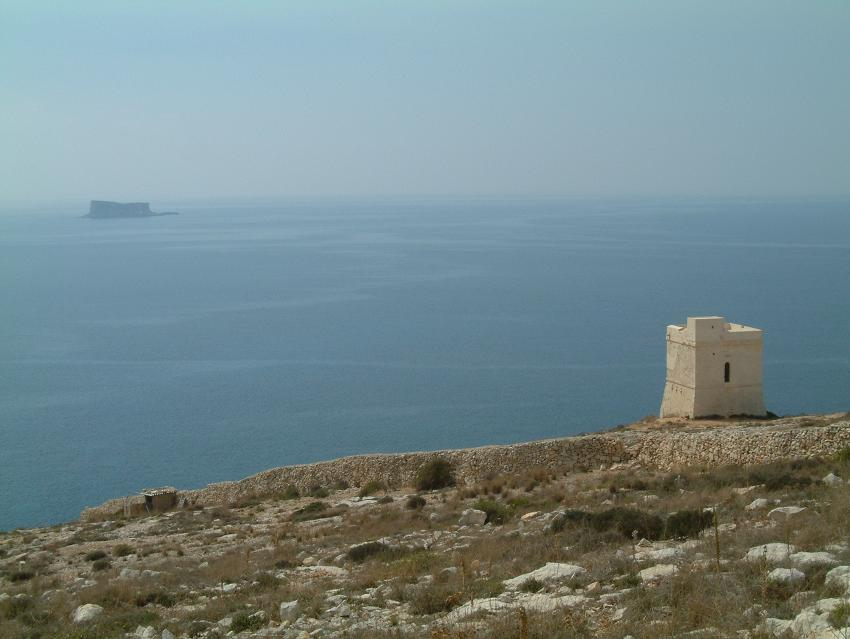
Береговые укрепления на Мальте.

Береговые укрепления — система фортификационных сооружений, предназначенных для береговой обороны. 
В другом источнике указано что Береговые укрепления возводятся с целью усилить оборону известных пунктов морского побережья и затруднить неприятельскому флоту доступ к ним. Сооружались в основном перед войной для обороны военно-морских баз, портов, важных участков морского побережья, островов и проливов от нападения противника с моря.

## Элементы береговых укреплений
Составными частями береговых укреплений являются: 
- открытые и закрытые деревянные, земляные, железобетонные позиции;
- бронированные башни для береговой артиллерии и пусковые установки ракет;
- крепости и форты;
- подземные убежища и хранилища;
- линии заграждений.

## Береговые укрепления в СССР
Во время Второй мировой войны в СССР были построены мощные береговые укрепления для обороны подходов с моря к Ленинграду, Севастополю, Кольскому заливу. Основу их на ряде направлений составляли   форты, вооружённые орудиями калибра до 406 миллиметров с дальностью стрельбы до 46 километров. Форты представляли собой мощную артиллерийскую батарею с системой оборонительных фортификационных сооружений, обеспечивавших её защиту со стороны моря и с суши. Он имел автономную систему энергоснабжения, складские помещения, командные пункты, помещения для личного состава, которые находились глубоко под землёй или в скалах и соединялись бетонированными подземными переходами. Например, в фортах под Ленинградом размещалось около 200 орудий; только форты «Серая Лошадь» и «Красная Горка» имели 16 единиц 305-мм орудий, не считая артиллерийских установок меньшего калибра. Форты способствовали обеспечению устойчивости Ораниенбаумского плацдарма в течение всей блокады Ленинграда. Важное значение имели также мощные береговые укрепления для башенных  батарей береговой артиллерии. Например, башенные батареи номер 30 и 35 в Севастополе, номер 315 на острове Эзель в ходе войны подверглись массированным ударам вражеской авиации и артиллерии, неоднократно применявших авиабомбы массой 1000 килограмм и 420-кг снаряды. Однако попадание этих бомб и снарядов не вызвало разрушений внутри помещений башенных батарей. Эффективными также оказались долговременные сооружения, построенные для открытых береговых батарей 100—180-мм орудий.

## Береговые укрепления в Германии
Во время Второй мировой войны в Германии мощные береговые укрепления имелись на острове Гельголанд, в Вильгельмсхафене, Киле.